# Sildekona

Sildekona, 2019

Sildekona ist eine Skulptur in der norwegischen Stadt Ålesund.
Sie befindet sich auf dem Apoterkertorget im Zentrum der Stadt am westlichen Ufer des Àlesundet. Etwas weiter südöstlich steht die Skulptur Fiskergutten. Westlich liegt die Svaneapoteket, die als Jugendstilzentrum genutzt wird.
Sildekona (deutsch: Heringsfrau) stellt eine ältere Frau bei der Weiterverarbeitung von Hering in etwas gebeugter Haltung über Kisten und einem Fass dar. Die Skulptur wurde von Tore Bjørn Skjølsvik geschaffen und 1991 enthüllt. Finanziert wurde das Kunstwerk durch Unternehmen und Privatpersonen, die es der Stadt Ålesund schenkten.
Die Skulptur erinnert an die Frauen die in der Heringsverarbeitung, ein für Ålesund wichtiger Wirtschaftszweig, tätig waren.